# Onthophagus reticuliger
Onthophagus reticuliger es una especie de insecto del género Onthophagus, familia Scarabaeidae, orden Coleoptera.

Fue descrita científicamente por Frey en 1960.